# قطعات شاعرانه

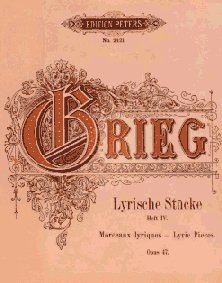
جلد نسخه چاپی «قطعات شاعرانه» اثر ادوارد گریگ در نروژ

«قطعات شاعرانه» (نام انگلیسی: Lyric Pieces) نام یکی از آثار معروف ادوارد گریگ آهنگساز نروژی است. این مجموعه دربرگیرنده ۶۶ قطعه کوتاه برای پیانوی تکنواز است که در فاصله سال‌های ۱۸۶۷ تا ۱۹۰۱ نوشته شده است.
تعدادی از مشهورترین نوازندگان پیانو در دنیا مانند امیل گیللس و اسویاتوسلاو ریختر، «قطعات شاعرانه» را اجرا کرده‌اند که منتشر شده است.